# Arborg, Kanada
Arborg är en ort i Kanada.   Den ligger i provinsen Manitoba, i den sydöstra delen av landet, 1 700 km väster om huvudstaden Ottawa. Arborg ligger 228 meter över havet och antalet invånare är 1 021.
Terrängen runt Arborg är mycket platt. Trakten runt Arborg är nära nog obefolkad, med mindre än två invånare per kvadratkilometer.. Det finns inga andra samhällen i närheten. 
Trakten runt Arborg består till största delen av jordbruksmark.